# Paralia Karoumes
Karoumes (griechisch Παραλία Καρούμες Paralia Karoumes) ist ein Strand im Osten der griechischen Insel Kreta. Er liegt an der Bucht von Karoubes (Όρμος Καρούμπες) des Levantinischen Meeres und gehört zur Ortsgemeinschaft Palekastro (Παλαίκαστρο) der Gemeinde Sitia (Σητεία).

## Lage und Beschreibung
Karoumes liegt 2,6 Kilometer östlich des Ortes Chochlakies (Χοχλακιές), Teil der Ortsgemeinschaft Palekastro, und 5,2 Kilometer nördlich von Kato Zakros (Κάτω Ζάκρος) an der Ostküste Kretas. Der Strand wird an beiden Seiten von Kalksteinfelsen begrenzt. Da Karoumes nur vom Meer, über Küstenpfade oder durch die naturbelassene Chochlakies-Schlucht erreichbar ist, gilt er als abgelegenster Strand Ostkretas. Etwa 2,5 Kilometer nördlich beginnt an den Stränden von Skinias (Παραλίες του Σκινιά) die Halbinsel Plaka (Πλάκα).

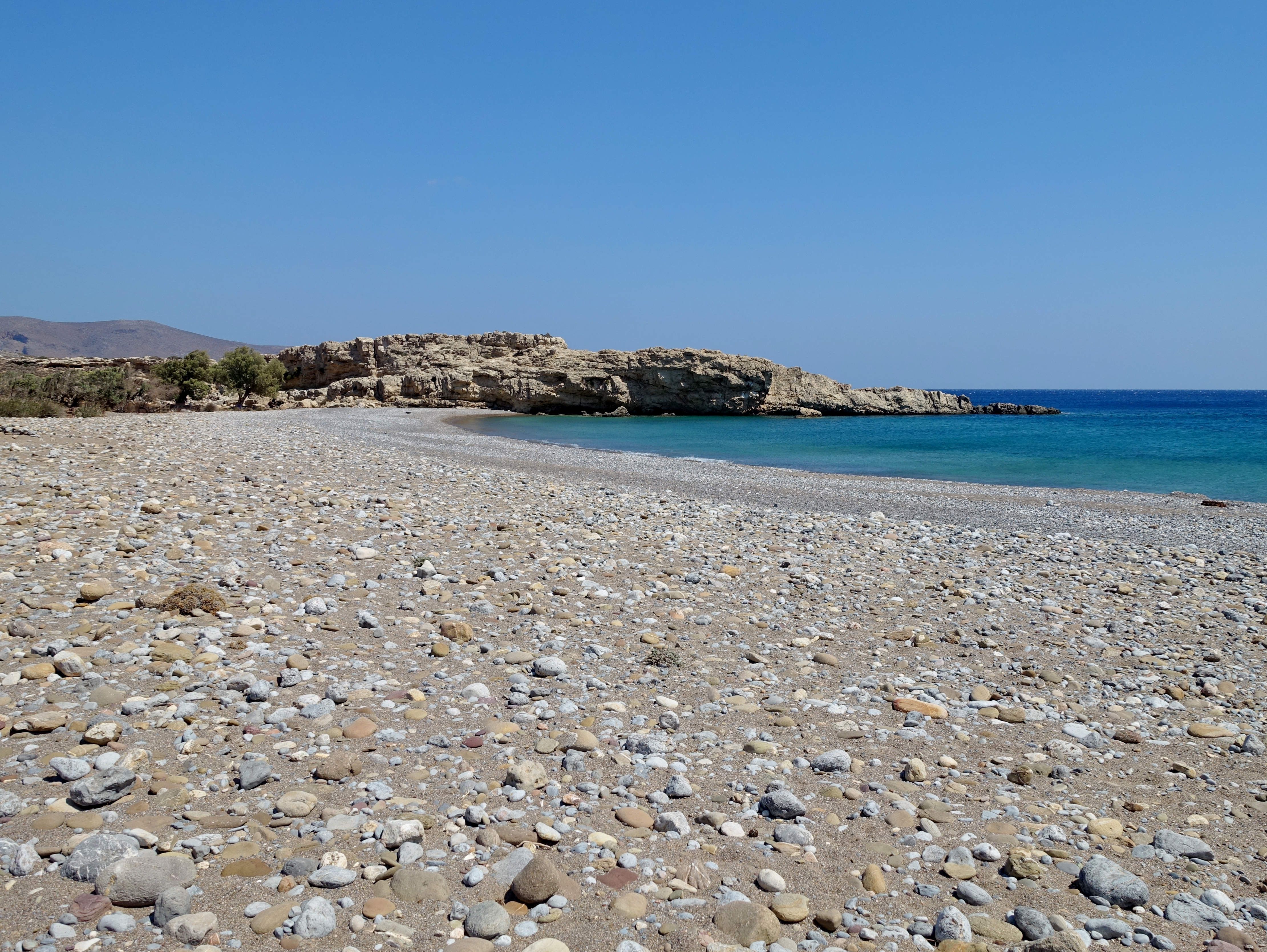
Nordseite des Strandes

Hinter dem Strand von Karoumes erstreckt sich eine etwa 500 × 400 Meter große Ebene, die nach Norden in die Berge von Simodi (Σιμόδι) und nach Süden in die Berge von Traostalos (Τραόσταλος) übergeht. Im Westen wird sie vom Eingang zur Chochlakies-Schlucht begrenzt. Durch den geringen Niederschlag und die fehlenden Quellen im Küstengebirge ist die Ebene sehr trocken und auf die saisonale Bewässerung durch den im Winter wasserführenden Fluss Flegas (Φλέγας Ποταμός) angewiesen, der aus der Schlucht aus Richtung Chochlakies austritt. Auf dem Weg durch die Ebene passiert man einige kleine Brunnenschächte. Westlich oberhalb der Ebene gibt es an den Hängen des 43 Meter hohen Kastellas (Καστέλλας) Siedlungsspuren aus der minoischen aber auch der historischen Zeit.
Der Strand Karoumes hat eine Länge von etwa 280 Meter, seine maximale Breite beträgt 50 Meter. In der Mitte und im Norden stehen hinter dem Strand einige hohe Tamariskenbäume, die ihr Wachstum der Mündung des Flegas verdanken. Im Frühjahr bilden sich im Mündungsbereich des Flusses Brackwasserteiche. Durch die östliche Ausrichtung ist die Bucht vor den starken Nordwinden des Meltemi geschützt. Der Kieselstrand vertieft sich im klaren Wasser schnell. Karoumes dürfte die gleiche Wasserqualität besitzen, wie der 1996 als Badegewässer ausgewiesene Strand von Kato Zakros im Süden. Die dort seit 2010 regelmäßig überprüfte Wasserqualität nach der EG-Badegewässerrichtlinie wurde seit 2012 immer mit ausgezeichnet bewertet.

## Zugang

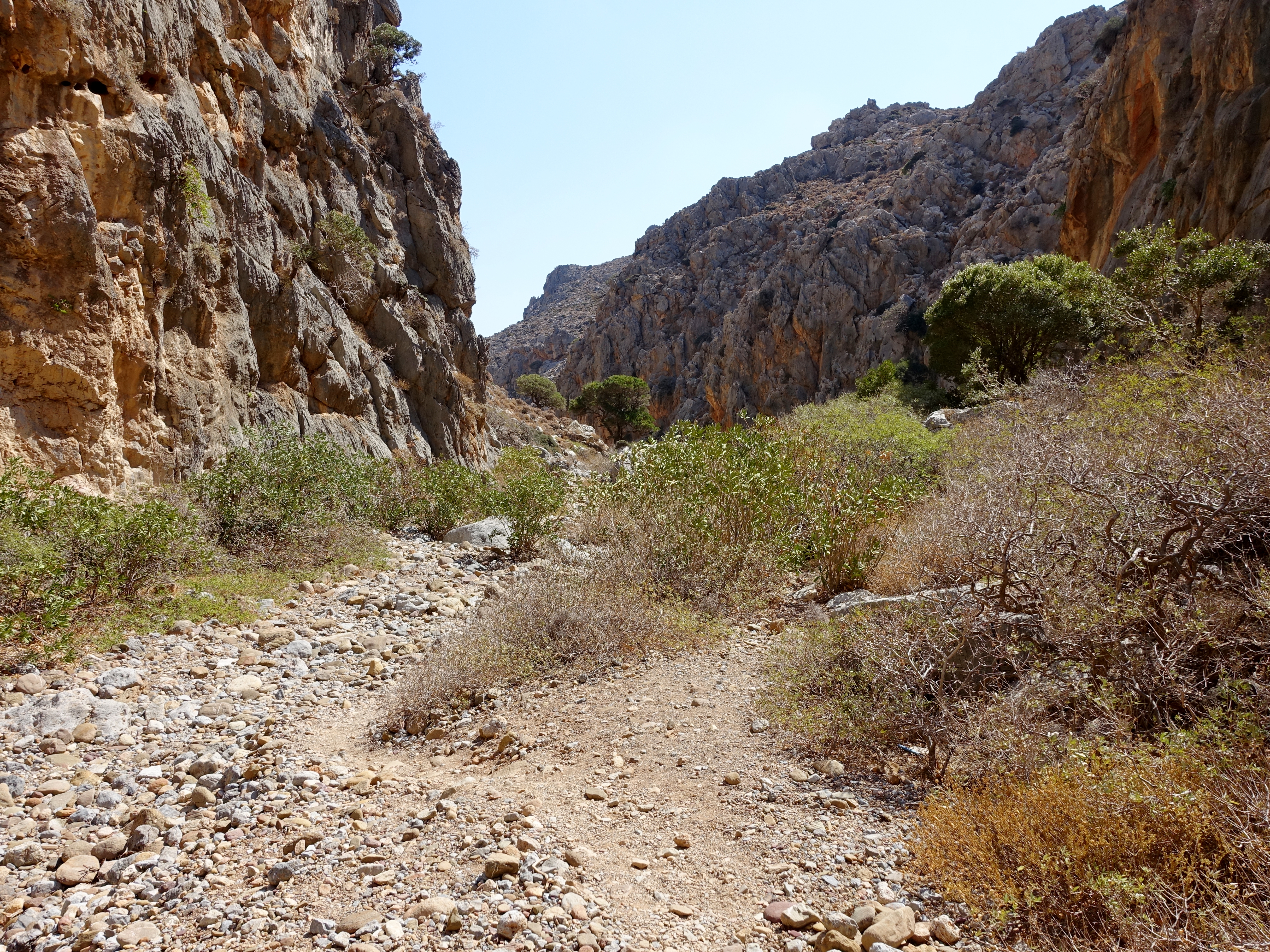
Chochlakies-Schlucht

Der kürzeste Zugang zum Strand erfolgt über die Geo-Route 13 durch die Chochlakies-Schlucht, die gleichzeitig einen Teil des Europäischen Fernwanderweges E4 bildet. Am Ausgangspunkt östlich des Ortes Chochlakies befindet sich ein unbefestigter Parkplatz. Der Weg durch die Schlucht ist 3,8 Kilometer lang und führt teils neben, teils durch das Bett des Flusses Flegas. Die benötigte Zeit der Wanderung ist am Parkplatz mit 1 Stunde und 20 Minuten angegeben. Bei schnellem Gehen kann der Strand in 45 Minuten erreicht werden.